# Kisovec
Kisovec je naselje z okoli 1.700 prebivalci (2020) v krajevni skupnosti Kisovec-Loke v Občini Zagorje ob Savi.
Kisovec je naselje in nekdanja rudarska kolonija ob sedaj že zaprtem istoimenskem premogovniku. Kraj leži na južni strani doline potoka Medije okoli 2 km zahodno od Zagorja ob Savi. 

## Zgodovina
Premogovnik, ki je začel obratovati 1868 so 1952 zaradi izčrpanosti premogovnih slojev zaprli in začeli izrabljati bližnji rudnik Loke (Loke pri Zagorju). 
Delovanje premogovnika v Kisovcu so med drugo svetovno vojno za dalj časa ustavili minerci Kamniško-zasavskega odreda z akcijo 17. marca 1944 ter Šlandrova in Zidanškova brigada 21. julija 1944. V naselju se nahaja tudi bunker, ki so ga zgradile nemške sile.
V naselju od 1978 obratuje tovarna lahkih gradbenih elementov Ytong Xela.

## Znamenitosti

### Arhitektura
Župnijsko cerkev Marijinega brezmadežnega srca v Kisovcu je leta 1983 zasnoval slovenski arhitekt Danilo Fürst. Stavba nosi vpliv sodobne gradnje cerkvenih stavb v Švici, predvsem prostorski koncept, novi materiali in psihologija cerkvenega prostora. S svojo majhnostjo in nevpadljivostjo spominja na preproste prostore hiše-cerkve, kjer so se zbirali k molitvi verniki v zgodnjekrščanskem obdobju. Za drzno, celo provokativno je veljala arhitektova ideja da obleče fasado v nagubano pločevino. To izhaja iz arhitektovega predhodnega dela na področju industrijske in montažne gradnje, utemeljuje pa jo industrijski značaj naselja.

## Osebnosti
- Primož Roglič, kolesar in smučarski skakalec
- Janez Drnovšek, slovenski politik